# (6807) Brünnow
Pour les articles homonymes, voir Brünnow.
(6807) Brunnow, désignation internationale (6807) Brünnow, est un astéroïde de la ceinture principale.
Il a été nommé en l'honneur de Franz Friedrich Ernst Brünnow.

## Description
(6807) Brunnow est un astéroïde de la ceinture principale. Il fut découvert le 24 septembre 1960 à l'Observatoire Palomar par Cornelis Johannes van Houten, Ingrid van Houten-Groeneveld et Tom Gehrels. Il présente une orbite caractérisée par un demi-grand axe de 2,28 UA, une excentricité de 0,12 et une inclinaison de 4,2° par rapport à l'écliptique.

## Compléments